# Marina Čerkasova
Marina Evgen'evna Čerkasova (in russo Марина Евгеньевна Черкасова?; Mosca, 17 novembre 1964) è un'ex pattinatrice artistica su ghiaccio sovietica, dal 1991 russa, specializzata nel pattinaggio artistico su ghiaccio a coppie.

## Palmarès
coppie con Sergej Šachraj
| Internazionali            | Internazionali | Internazionali | Internazionali | Internazionali | Internazionali |
| Evento                    | 1976–77        | 1977–78        | 1978–79        | 1979–80        | 1980–81        |
| ------------------------- | -------------- | -------------- | -------------- | -------------- | -------------- |
| Giochi olimpici invernali |                |                |                | 2°             |                |
| Campionati mondiali       | 4°             | 4°             | 2°             | 1°             | 4°             |
| Campionati europei        | 3°             | 2°             | 1°             | 2°             | 3°             |
| Prize of Moscow News      | 1°             |                |                |                |                |
| Nazionali                 |                |                |                |                |                |
| Campionati sovietici      | 3°             | 1°             | 1°             |                | 3°             |